# Gröntjärnarna (Åsele socken, Lappland, 709192-159875)
Gröntjärnarna är den västra av ett par närliggande sjöar med samma namn i Åsele kommun i Lappland. Sjön saknar utlopp men ingår i Ångermanälvens huvudavrinningsområde. Gröntjärnarna ligger i den nordligaste delen av Stockholmsgata (norra) Natura 2000-område. På östra sidan av sjön löper åsen Högremmen.

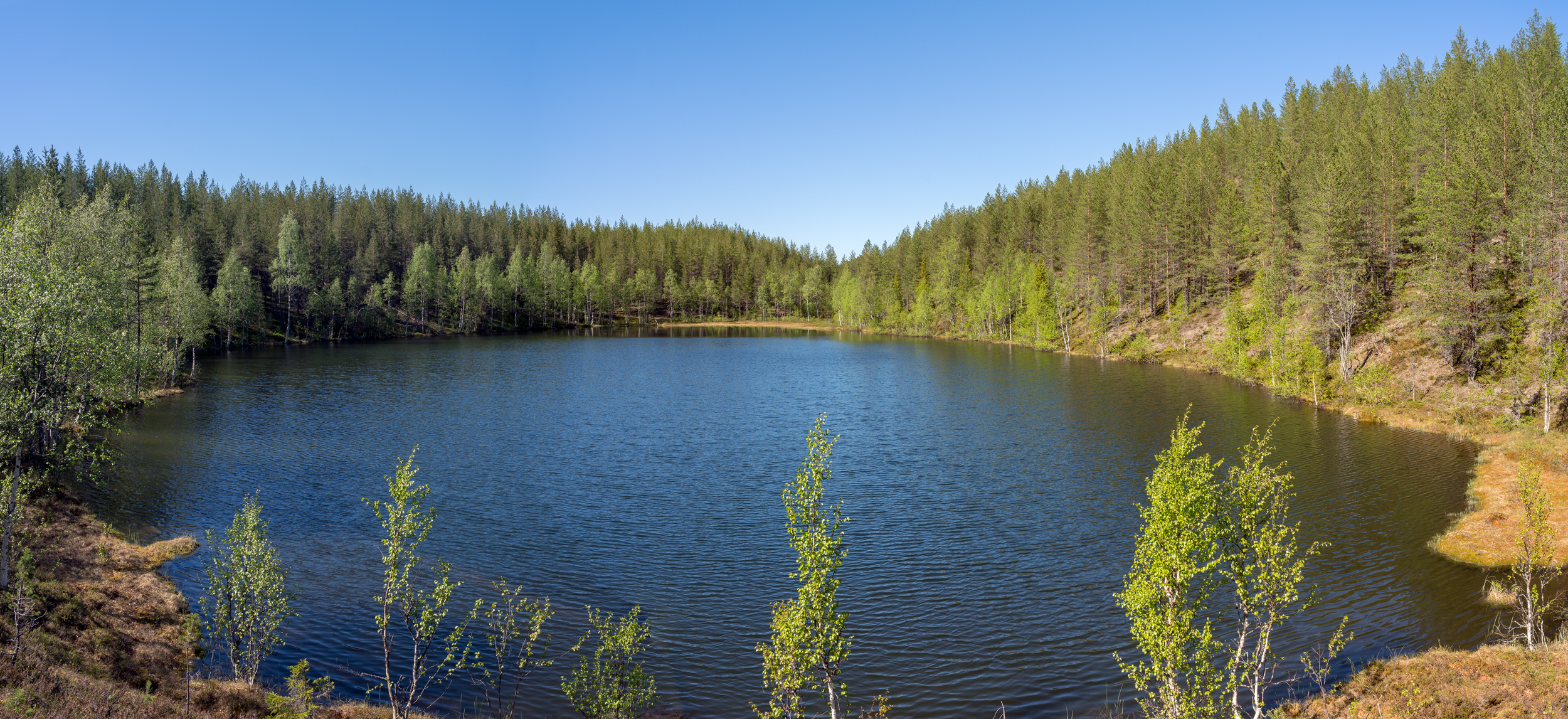
Gröntjärnarna i Stockholmsgata naturreservat. Till höger åsen Högremmen.